# Servicio de mensajería de Windows
A partir de la versión Windows NT, Microsoft incluyó el servicio Messenger Service. Posteriormente en las versiones basadas en Windows NT incluyeron esta característica (como Windows 2000, Windows Vista y Windows Longhorn Server).
El programa originalmente fue planeado para permitir la comunicación de administradores de red con usuarios y otros administradores de forma eficaz. Actualmente el Messenger Service es una de las formas más comunes desde donde se envía spam si una máquina es conectada sin un buen firewall.
El servicio puede ser terrible debido a los popups que aparecen de forma sorpresiva e indican cosas falsas. Actualmente el usuario común que usa Messenger Service es vulnerable ya sea a estos ataques o inclusive a un intento de intrusión (como se describe en el boletín MS03-043)
- Datos: Q6126148